# 白云鄂博站
白云鄂博站，位于中华人民共和国内蒙古自治区包头市白云鄂博矿区，是包白铁路上的火车站，建于1989年，由呼和浩特局集团鄂尔多斯车务段管辖。

## 歷史
- 建于1989年。

## 車站周邊
- 铁路大酒店
- 鈭芸商务酒店
- 中国信合明安信用社
- 中国工商银行包头通阳道支行
- 中国邮政通阳道邮政支局
- 白云汽车站
- 白云鄂博铁矿第二小学
- 白云鄂博矿区教育局